# Andrés Alcántara (escultor)
Andrés Fernández Alcántara (Torredelcampo, 22 de noviembre de 1960) es un escultor, pintor y grabador español. Reside y trabaja en Alcalá de Henares.

## Biografía
Andrés Alcántara nació en Torredelcampo, Jaén, y desde muy joven comenzó a esculpir en talleres de ebanistería y tallado de piedra. Más tarde, ingresó como alumno libre en la Facultad de Bellas Artes (Universidad Complutense de Madrid) y la Real Academia de Bellas Artes de San Fernando en Madrid.

## Obra

### Escultura
Alcántara es uno de los pocos escultores españoles que todavía realiza la talla directa. Ha realizado diversas exposiciones individuales, principalmente en España, Francia, Portugal y China. También ha participado en muestras colectivas que se han desarrollado en distintos lugares tales como Madrid, Murcia, Barcelona, París, Alcalá de Henares, Amberes o Lisboa. 
Tras participar en varias Bienales de Madrid, sus obras han estado expuestas en diversas galerías y salones nacionales y extranjeros tales como: Galería E. Navarro de Madrid, Cuartel del Conde-Duque (Madrid), Salas Provinciales de Exposición y Palacio Provincial de Jaén, Galería São Bento Lisboa, Galería Antonio Prates Lisboa, Galería la Fenêtre París, Museo Real de Bellas Artes de Amberes, Shanghai Sculpture Space (Shanghái, China), etc. Desde unos inicios expresionistas ha ido evolucionando hacía una escultura primitivista con un tratamiento más tradicional de la escultura y un aumento del repertorio iconográfico, que entiende la obra artística como un objeto de espiritualidad.

### Pintura y Grabados
Aunque siempre ha sido más conocida su faceta como escultor, su contacto con la pintura y los grabados ha sido realmente fructífero y muestra de ello fue la exposición de retratos "Cervantes y Don Quijote", que conmemoró el IV Centenario de la publicación de Don Quijote de la Mancha de Miguel de Cervantes en 2005.

## Exposiciones[6]

### Exposiciones individuales
- 1988 "Primera Etapa". Galería E. Navarro. Madrid.
- 1990 "Arquetipos 1980/1990". Sala de exposiciones de la Diputación Provincial. Jaén.
- 1992 “Alcántara”. Cuartel del Conde-Duque. Madrid.
- 1994 "Alcántara Esculptor". Fundación Colegio del Rey. Casa de la Entrevista. Alcalá de Henares, Madrid.[7]
- 1997 “Alcántara”. Galería São Bento. Lisboa.
- 2001 "Alcántara Esculptor". Galería Antonio Prates. Lisboa.
- 2005 "Cervantes y Don Quijote". Fundación Colegio del Rey. Capilla del Oidor. Alcalá de Henares, Madrid.[8]
- 2008 “Eight bridges, Sculptures and Paintings”. Shanghai Sculpture Space. Shanghái, China. “Eight bridges, Sculptures and Dragons”. Times Square. Shanghái, China.[9] // “Andrés Alcántara”. Lexus. Alcalá de Henares, Madrid.
- 2011 “Alcántara”. Diputación Provincial de Jaén.
- 2013 “Alcántara”. Casa de la Entrevista. Alcalá de Henares, Madrid.[10]
- 2019 “Os desenhos do Bestiarius Stebanensis”. Lisboa, Portugal.[11]
- 2019 "Cervantes e Quixote". Instituto Cervantes. Lisboa, Portugal.
- 2019 “Alcántara Escultor & Pintor”. Galería Antonio Prates. Lisboa, Portugal.
- 2019 "Alcántara Gravador". Centro Portugués de Serigrafía. Lisboa, Portugal.

### Exposiciones colectivas
- 1986 Bienal Villa de Madrid. Cuartel del Conde-Duque. Madrid. // 1ª Bienal de Escultura. Murcia. España.
- 1987 Bienal Villa de Madrid. Cuartel del Conde-Duque. Madrid.
- 1988 XII Certamen Nacional de Escultura. Caja de Madrid.
- 1990 XIV Certamen Nacional de Escultura. Caja de Madrid. // “Artistas emergentes”. Galería Villanueva. Madrid.
- 1991 Galería Map Contemporáneo. Barcelona.
- 1992 Cuartel del Conde-Duque. Madrid. // Fuentenebros. Ortíz-Cañabate. Arte Contemporáneo. Madrid.
- 1994 Este y Complutense. Comunidad de Madrid. Consejería de Educación y Cultura. // Estampa - Centro Portugués de Serigrafía. Lisboa.
- 1995 Galería La Fenêtre. Paris. // La Mitología Clásica en la pintura y escultura actual. Sociedad Española de Estudios Clásicos. Madrid. // Estampa - Centro Portugués de Serigrafía. Lisboa.
- 1996 “Propuesta”. Galería La Fenêtre. Paris. // Estampa - Centro Portugués de Serigrafía. Lisboa.
- 1997 ARCOMadrid 97 “Salón de Primavera”. // Galería La Fenêtre. Paris.
- 1998 ARCOMadrid 98 // Galería São Bento. Lisboa. // Jóvenes Escultores Europeos. Museo Real de Bellas Artes de Amberes, Bélgica. // Exposición conmemorativa de los certámenes Caja de Madrid. Itinerante: Museo de la Ciudad, Madrid. Diagonal-Sarria, Barcelona. Federación de Empresarios del Comercio, Burgos. Museo de Santa Cruz, Toledo.
- 2000, 2001, 2002 Estampa. Centro Portugués de Serigrafía. Lisboa.
- 2004 "Piedras en el camino". Alcántara y Xavier. Centro Cultural Palacio de Villardompardo. Diputación Provincial de Jaén.
- 2006, 2007 Estampa. Centro Portugués de Serigrafía. Lisboa.
- 2011 "Los Universos de Cervantes". Capilla del Oidor. Alcalá de Henares, Madrid.

## Premios y distinciones[12]
- 1986 Premio de adquisición de obra en la I Bienal de Escultura de Murcia.
- 1990 Primer Premio en el XIV Certamen Nacional de Escultura. Caja Madrid. Madrid.
- 1992 Segundo Premio en el XXII Concurso de pintura y Escultura, Rafael Zabaleta. Quesada, Jaén. // Medalla de Plata. XX Certamen Nacional de Arte. Caja Guadalajara. Premio de Escultura. Guadalajara.
- 1994 Segundo Premio en el XVIII Certamen Internacional de Escultura Santisteban del Puerto, Jaén.
- 1995 Primer Premio en el Concurso Internacional de Escultura de Punta Umbría. Huelva.
- 1996 Primer Premio en el XIX Certamen Internacional de Escultura Jacinto Higueras. Santisteban del Puerto, Jaén.
- 2000 Mención Especial. XXXII Certamen Nacional de Arte. Caja de Guadalajara. Premio de Escultura, Guadalajara.
- 2006 Primer Premio Estampa ‘06. Lisboa.
- 2008 Premio “Medalla de Oro de Torredelcampo”. Torredelcampo, Jaén.
- 2011 Realiza el premio que concede la Asociación Andaluza de Escritores y Críticos Literarios.